# Louis Francis Kelleher
Louis Francis Kelleher (* 4. August 1889 in Cambridge, Massachusetts; † 26. November 1946) war ein US-amerikanischer römisch-katholischer Geistlicher und Weihbischof in Boston.

## Leben
Louis Francis Kelleher empfing am 3. April 1915 das Sakrament der Priesterweihe.
Am 21. April 1945 ernannte ihn Papst Pius XII. zum Titularbischof von Thenae und bestellte ihn zum Weihbischof in Boston. Der Erzbischof von Boston, Richard Cushing, spendete ihm am 8. Juni desselben Jahres die Bischofsweihe; Mitkonsekratoren waren der Erzbischof von New York, Francis Spellman, und der Bischof von Burlington, Edward Francis Ryan.